# Operação quântica
Na mecânica quântica, uma operação quântica (também conhecida como mapa dinâmico quântico) é um formalismo matemático usado para descrever uma ampla classe de transformações pelas quais um sistema mecânico quântico pode sofrer. Isso foi discutido pela primeira vez como uma transformação estocástica geral para uma matriz de densidade por George Sudarshan.